# In Heaven
"In Heaven" é uma canção original da trilha sonora do filme Eraserhead (1977), de David Lynch, reproduzida na cena em que a Mulher do Radiador (interpretada por Laurel Near) aparece em um palco. O single foi composto e executado pelo músico estadunidense Peter Ivers e está incluso em um álbum da trilha sonora da obra cinematográfica.
A canção se tornou mais conhecida ainda por ser reinterpretada por diversos cantores e bandas: Pixies lançou em Pixies at the BBC (1988) e em The Purple Tape (2002); Bauhaus adaptou em Rest in Peace: The Final Concert (1983); apareceu também em Seduction EP, do grupo gótico The Danse Society e Miranda Sex Garden a expôs em Suspiria.
Além disso, a música de Ivers é referenciada pelos músicos Keith Kenniff, Zola Jesus, Freddie Wadling e Jay Reatard. Trechos da canção são citadas também em produções de bandas reconhecidas, como Modest Mouse, Rubella Ballet e Apartment 26.